# Clearidas nigriceps
Clearidas nigriceps is een rechtvleugelig insect uit de familie krekels (Gryllidae). De wetenschappelijke naam van deze soort is voor het eerst geldig gepubliceerd in 1876 door Stål.